# Острівний альціон
Острівний альціо́н (Actenoides) — рід сиворакшоподібних птахів родини рибалочкових (Alcedinidae). Представники цього роду мешкають на островах Південно-Східної Азії та Меланезії.

## Види
Рід нараховує шість видів:
- Альціон білогорлий (Actenoides monachus)
- Альціон імператорський (Actenoides princeps)
- Альціон вусатий (Actenoides bougainvillei)
- Альціон строкатий (Actenoides lindsayi)
- Альціон синьоголовий (Actenoides hombroni)
- Альціон малазійський (Actenoides concretus)

## Етимологія
Наукова назва роду Actenoides походить від сполучення слів дав.-гр. ακτις — промінь, блиск і οιδης — схожий.